# Прекрасна Ферроньєра
«Прекрасна Ферроньє́ра» (фр. La belle Ferroniere) — портрет, що приписують пензлю італійського художника Леонардо да Вінчі або одного з його учнів. Існує і правдоподібна версія про спільну працю кількох художників над картиною. Не існує і точної дати написання портрету. Найчастіше мистецтвознавці називають 1490-ті роки.

## Опис картини
Це поясний портрет, що зображує жінку, написану в три чверті. В її очах можна побачити допитливий погляд, що відведений трохи вбік. На тім'ї жінки головний убір, що зветься скуфія, а її лоб прикрашений ферроньєркою, з камеєю чи дорогоцінним каменем за ломбардською модою. Дама одягнена в сукню терракотового кольору, фон портрету — нейтральний чорний. Знизу картина «обрізана» парапетом, що є традиціцним для міланських портретів. Намисто, що декілька разів обмотане довкола її шиї, контрастує з квадратною лінією розрізу і орнаментальними рукавами. Її волосся розділене на прямий пробір і прикриває вуха.
Лінія малюнку має дійсно потужну виразність. Не гублячись в дрібницях, але й не уникаючи їх, вона вичерпно і в той самий час без найменшого схематизму виражає саму сутність картини. Варто відзначити, як детально промальовані аксесуари одягу й інші дрібниці, на відміну від обличчя. Вважається, що цього вимагав придворний стиль, що панував у той час, серед художників наближених до королівського двору. Лінія у Леонардо — це не тільки контур, вона також володіє певними просторово-стереоскопічними якостями, ніби створюючи реальне відчуття об'єму, живої пластики, що підсилюється характерною для Леонардо м'якою косою штриховкою.

## Походження назви
Картина виставлена у Франції, в Луврі тому її називають по-французьки «Прекрасна Ферроньєра» («Ферроньєр»). Ферроньє́рка, або ферроньє́р — це прикраса на її чолі. Ферроньєрка може бути обручем, стрічкою або ланцюжком з дорогоцінним чи напівдорогоцінним каменем, перлиною, чи розеткою з дорогоцінних каменів.

## Питання авторства
Тривають дискусії, щодо авторства картини. Автором міг бути, як сам Леонардо да Вінчі так і його учень Бернардіно дей Конті, за гіпотезою Бернарда Беренсона, чи можливо інший учень — Больтраффіо (на думку Герберта Кука), або ж Франческо Мельці, можливо з допомогою свого вчителя. Не відомо, що за особа зображена на картині, тому цю картину часто називають «Портрет молодої жінки», або «Портрет незнайомки».
Точно можна тільки зазначити, що картина походить з майстерні Леонардо: аналізи виявили, що «Дама з горностаєм» і «Прекрасна Ферроньєра» написані на шматках дерева взятих з одного стовбура. Рентген виявив аналогії в ескізі картини з початковими малюнками «Джоконди», крім того в початковому варіанті волосся не покривало вуха, форма щелепи була переписана, прикраси були добавлені пізніше. Дослідниця Ме́гделейн Хорс, вважає, що картина була закінчена кимось іншим, а не самим автором. Це підтверджує теорію, що картину міг писати Леонардо разом з одним із своїх учнів.

## Питання особи
Документальна історія картини починається з 1642 року, коли вона згадана вперше в списку королівської колекції Фонтенбло, як картина да Вінчі, що зображає якусь герцогиню Мантуанську (une Duchesse de Mantoue). У тому ж списку згадується картина під назвою «Belle Ferronnière», але вона стосується іншого портрета, профільного, який зараз ідентифікований, як портрет Б'янкі Марії Сфорца. Саме ця картина є першим володарем імені «Прекрасна Ферроньєра». До 1709 сталася плутанина, і в новому списку, зробленому Байлі, картина Леонардо фігурує вже під звичною для нас назвою, відібравши його у сусідки по колекції. В Лувр картина потрапила з королівського зібрання, так що провенанс картини прослідковується на кілька століть.

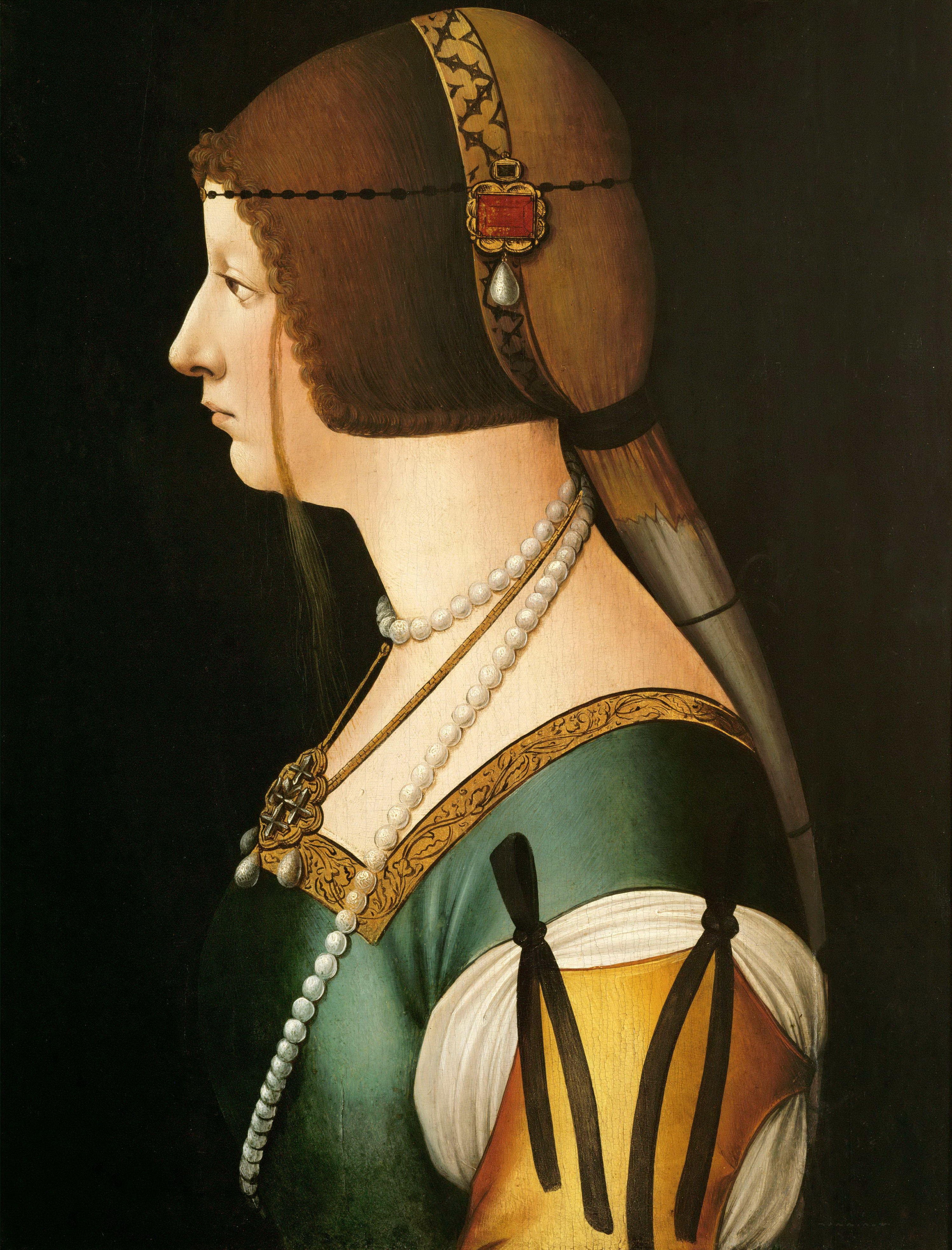
Бернардіно дей Конті чи Амброджіо де Предіс. «Портрет молодої жінки, можливо Б'янкі Марії Сфорца», Лувр. Його копія зберігається у Віденьському музеї історії мистецтв.

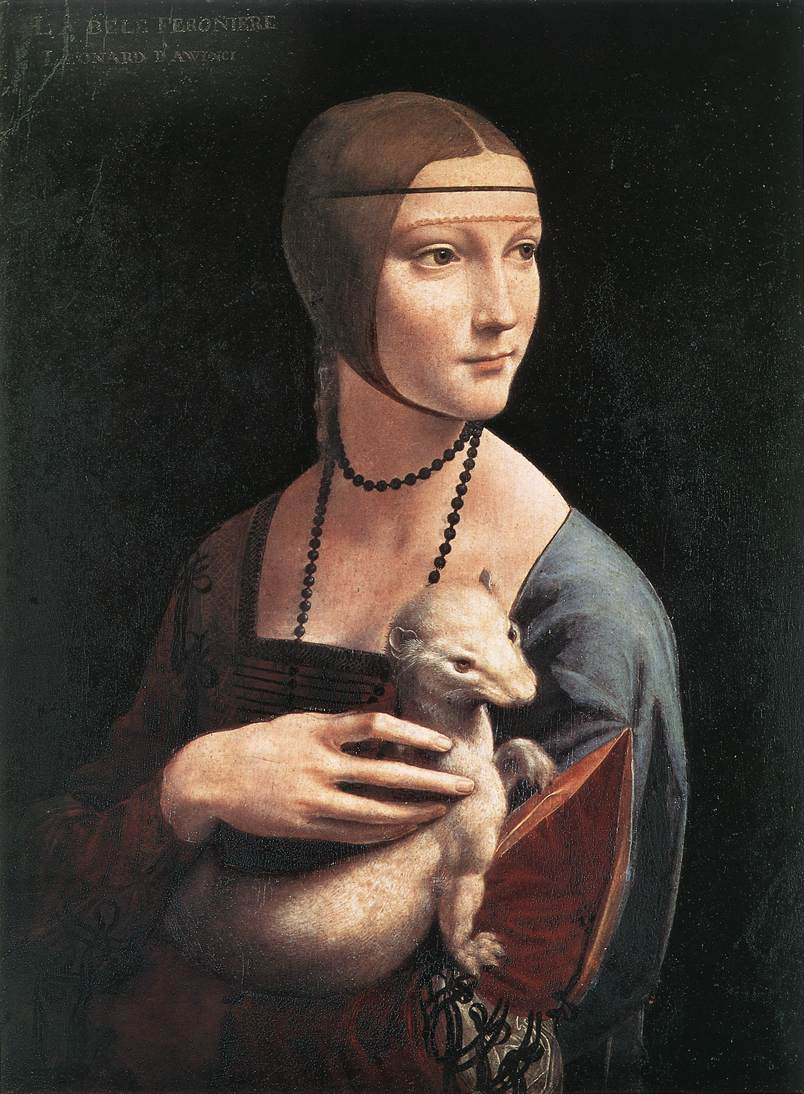
Пані з горностаєм

За найпоширенішою версією портрет Леонардо є зображенням Лукреції Крівеллі, коханки герцога Міланського Людовика Моро, покровителя Леонардо. До Лукреції серце герцога було взято в полон Чечілією Галлерані, яку Леонардо зобразив на картині «Дама з горностаєм». Свого часу вважалося, що на обох цих портретах зображена одна і та ж жінка, тому в лівому верхньому куті «Дами з горностаєм» зазначено (c орфографічними помилками) — «LA BELE FERIONIERE / LEONARD D'AWINCI». Можливо, цей напис був зроблений на картині після того, як її придбав в 1798 році і перевіз до Польщі Адам Єжи Чарторийський, який вірив у ідентичність моделей. Таким чином, «Дама з горностаєм» є третьою картиною, згадуваної під ім'ям «Прекрасна Ферроньєра».

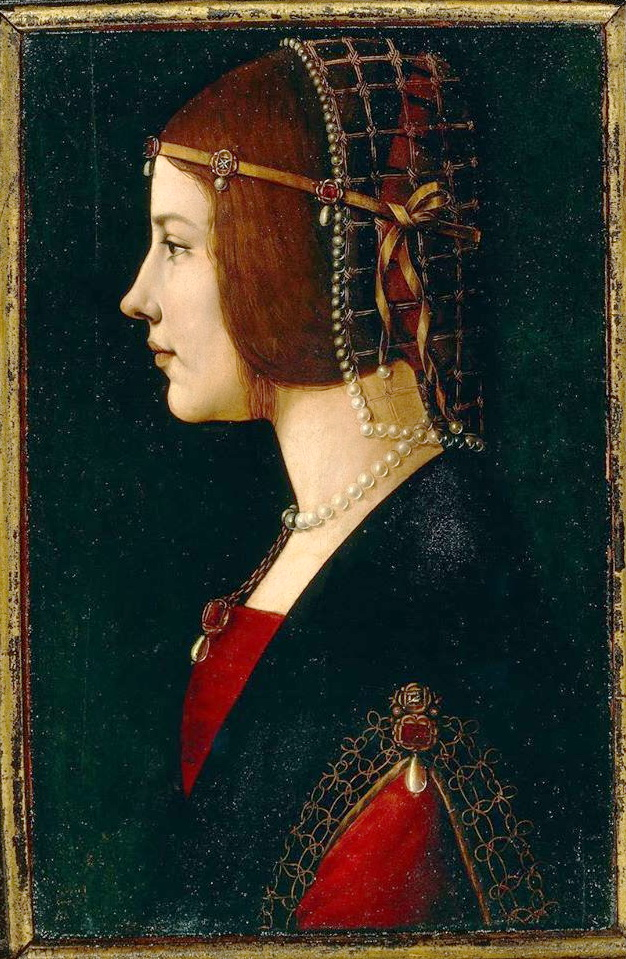
Портрет Беатріче д'Есте роботи Джованні Амброджіо де Предіс

Чи справді портрет зображує Лукрецію Крівеллі, точно сказати не можна. Але оскільки полотно написано в перший міланський період Леонардо, і жінка багато одягнена, вона ймовірно була видною персоною при міланському дворі того часу. Як одну з кандидатур пропонували і законну дружину Лодовіко  Моро — герцогиню Беатріче д'Есте (за версією Сільві Біга́). Це припущення ґрунтується на порівнянні з бюстом герцогині роботи Кристофоро Романо, а також на тій інформації, що Беатріче була дочкою мантуанського герцога.
| Латина | Переклад |
| --- | --- |

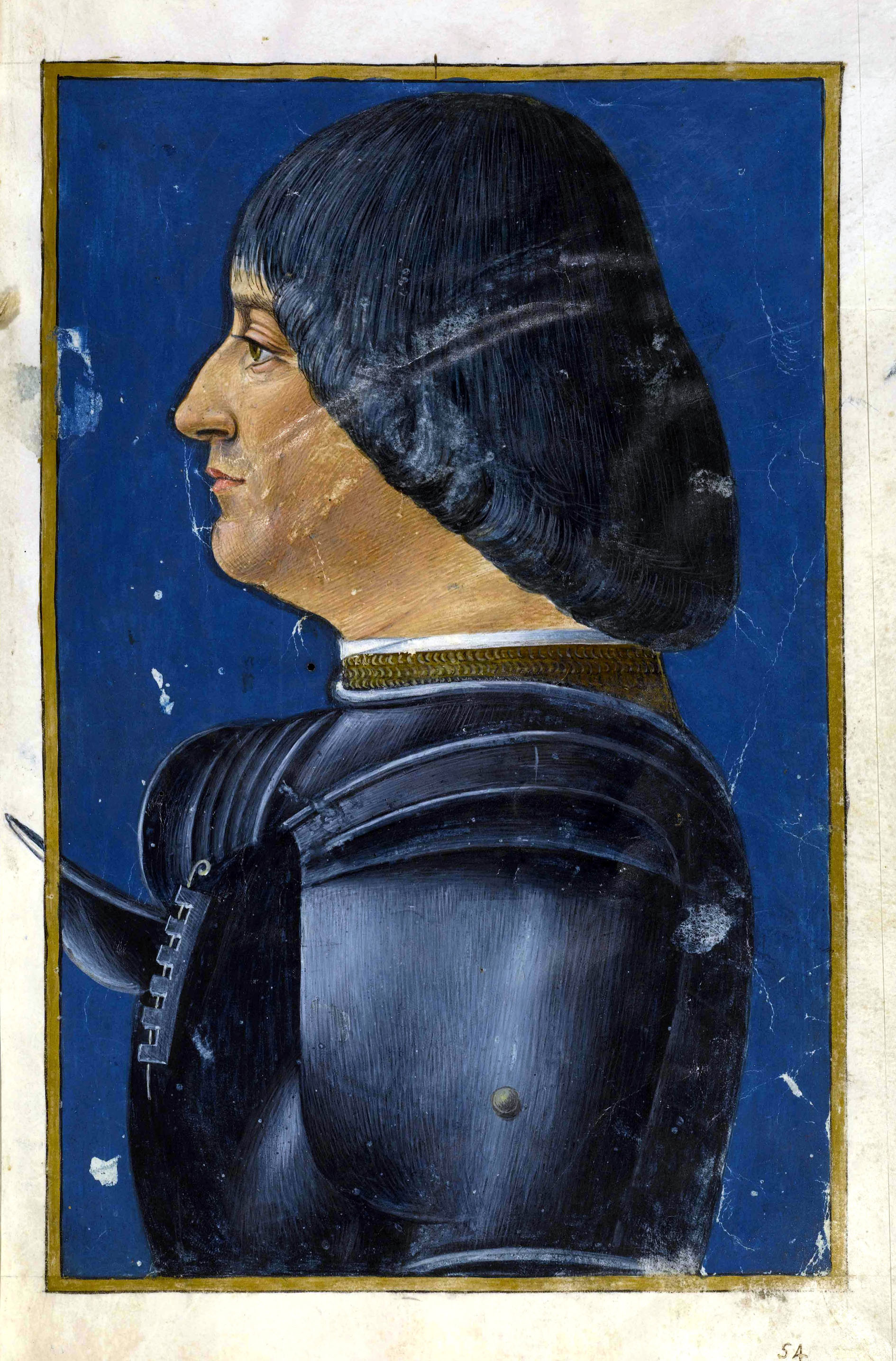
Людовіко Сфорца іль Моро портрет роботи Джованні Амброджіо де Предіс.

| I. Ut bene respondet Naturae Ars docta! dedisset Vincius, ut tribuit cetera, sic animam. Noluit ut similis magis haec foret; altera sic est: possidet illius Maurus amans animam.   | Як перекликається з науками мистецтво Природи! Дав би Вінчі і душу таким, що перевершило інші атрибути. Але він не хотів би їй, чогось більшого при цьому дати бо: Моро став її коханим |
| II. Hujus, quam cernis, nomen Lucretia. Divi Omnia cui larga contribuere manu, Rara huic forma data est. Pinxit Leonardus, amavit Maurus, pictorium primus hic, ille ducum.         | Знаєш ту, що зветься Лукреція. Боги щедрою рукою її усим обдарували. Рідкісної вона була краси. Писав Леонардо, закоханий був Моро — він правителям царь, а художникам той.             |
| III. Naturam, ac superas hac laesit imagine Divas, pictor: tantum hominis posse manum haec doluit. Illae longa dari tam magnae tempera formae, quae spatio fuerat deperitura brevi. | Природі, картиною такою, і богиням, художник, кидає виклик, хто рукою людською міг так би покращити її? Красі, що їй дана велика, міру сам позначиш — хоч незабаром погасне вона.       |

## Легенди про «Ферроньєру»

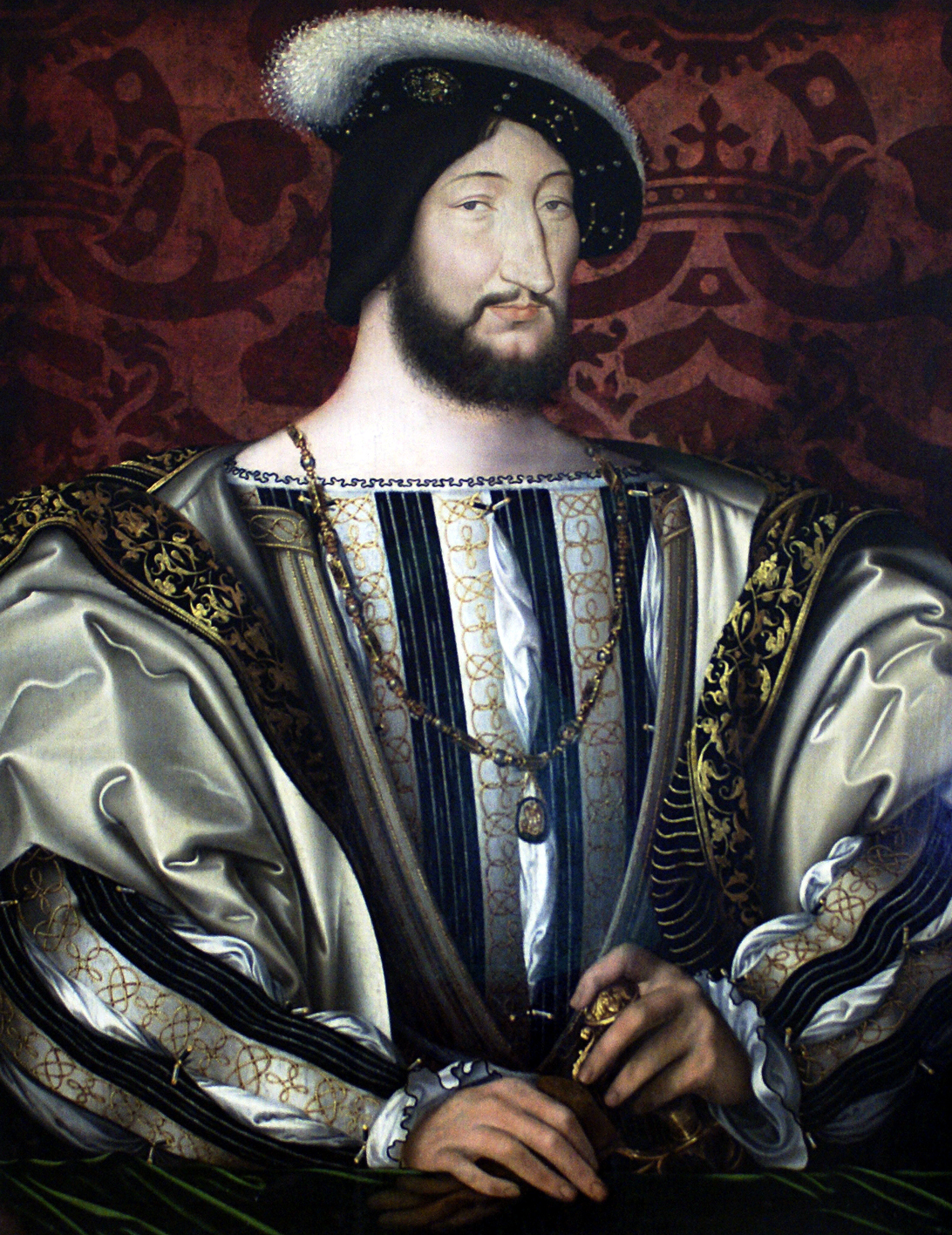
Франсуа Клуе, Портрет Франциска I

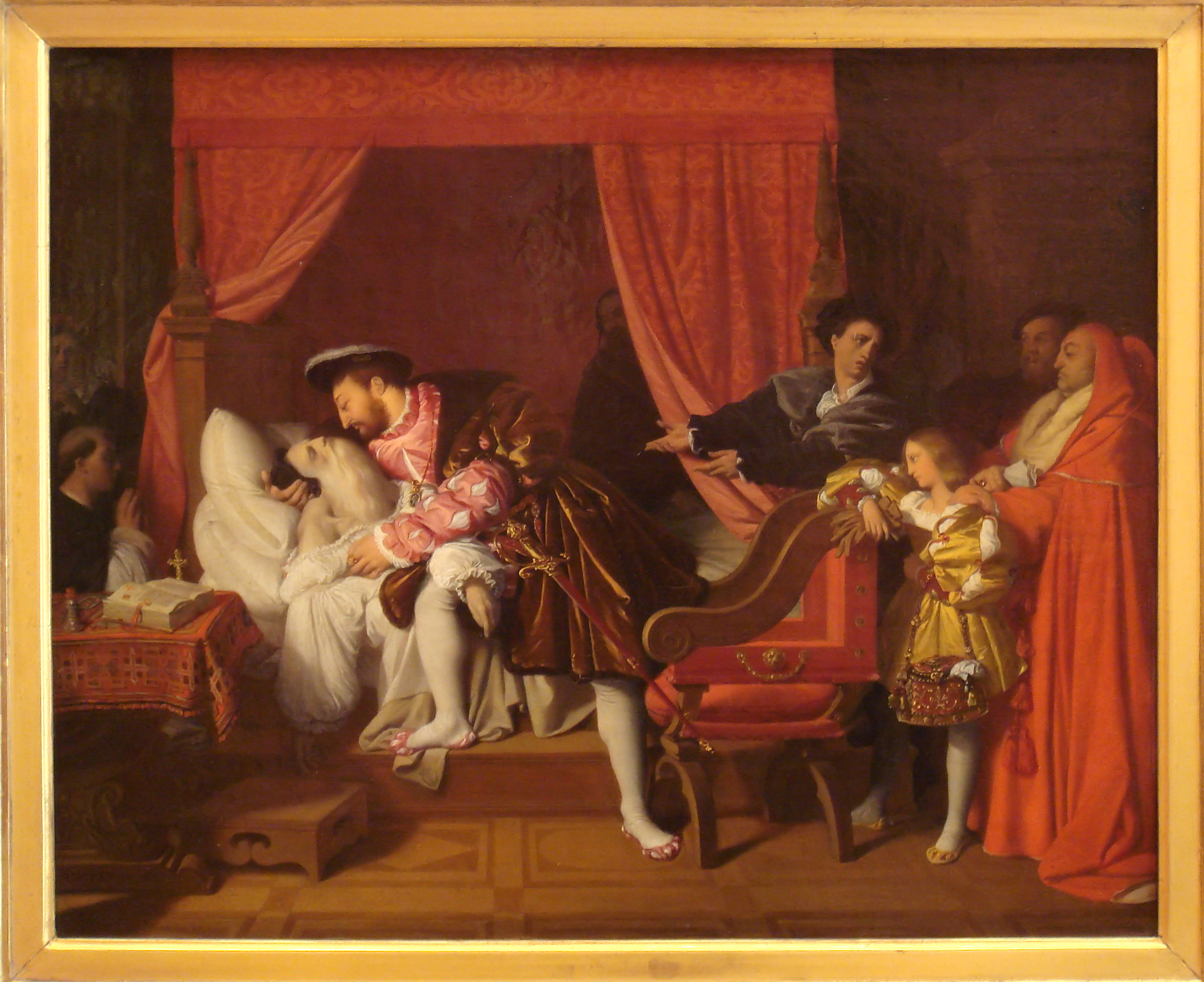
Енгр, Франциск І біля смертного одра Леонардо да Вінчі

Після того, як картина Леонардо отримала свою нинішню назву, вона було на ній написана. Цей напис французькою означає, що моделлю була дружина або дочка торговця залізними виробами — ferronnier'а; або назва, можливо, пов'язана з налобним прикрасою жінки — ферроньєркою. Потім найменування професії перетворилося на прізвище, виникла легенда, що жінку, зображену на ній, звали Ферроньера, і вона була коханкою французького короля Франциска I (1494—1547), який був знаменитий, зокрема, своєї велелюбністю. Його ім'я пов'язане і з Леонардо, який працював на нього і, як стверджують деякі джерела, навіть був його другом.
За словами Гі Бретона, автора 10-томної «Історії кохання в історії Франції», король полюбив дружину адвоката Жана Феррона (madame Ferron), яку називали «Прекрасна Ферроньера». «Вона була витончена, спокуслива, елегантна. У неї було довге чорне волосся, виразні сині очі, і найгарніші у світі ноги. У центрі чола у неї красувалося прикраса, прикріплена шовковим шнурком, і ця незвичайна деталь лише додавала їй привабливості».

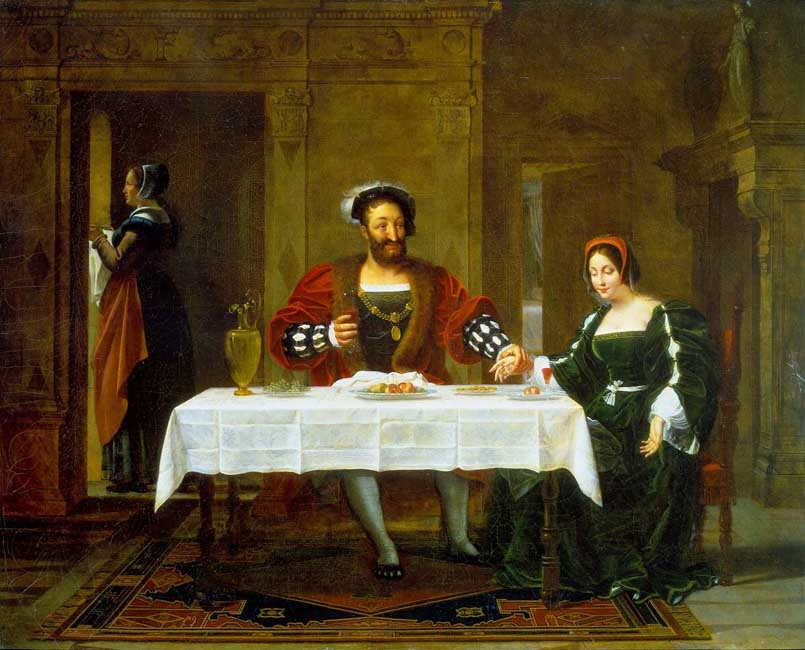
Александр Межо, «Король Франциск і Ферроньєра».

Нібито, «коли Франциск наказав привести її до палацу і якось дуже вже швидко потягнув у постіль, дама була так обурена, що одна з жил у неї на лобі лопнула <…> Через годину вона вже стала коханкою короля, а на інший день дуже вправно сховала свій синець за допомогою вказаної прикраси на шнурку».
Пізніше з'явилася легенда, що має присмак популярних в романтизм історій про помсту простої людини монарху (можна порівняти з історією про Ріголетто, дочку якого за Гюґо спокусив той же король Франциск), нібито місьє Феррон, не в силах більше чинити опір домаганням короля до його дружини, зачастив по борделях, щоб підхопити венеричну хворобу і передати її через дружину королю, що йому нібито вдалося, а короля в результаті хвороба і погубила. Король дійсно помер від сифілісу, але підхопив його раніше, за інших обставин, як випливає з записок його матері.
В даний час персонаж вважається вигаданим.

## Копії «Ферроньєри»

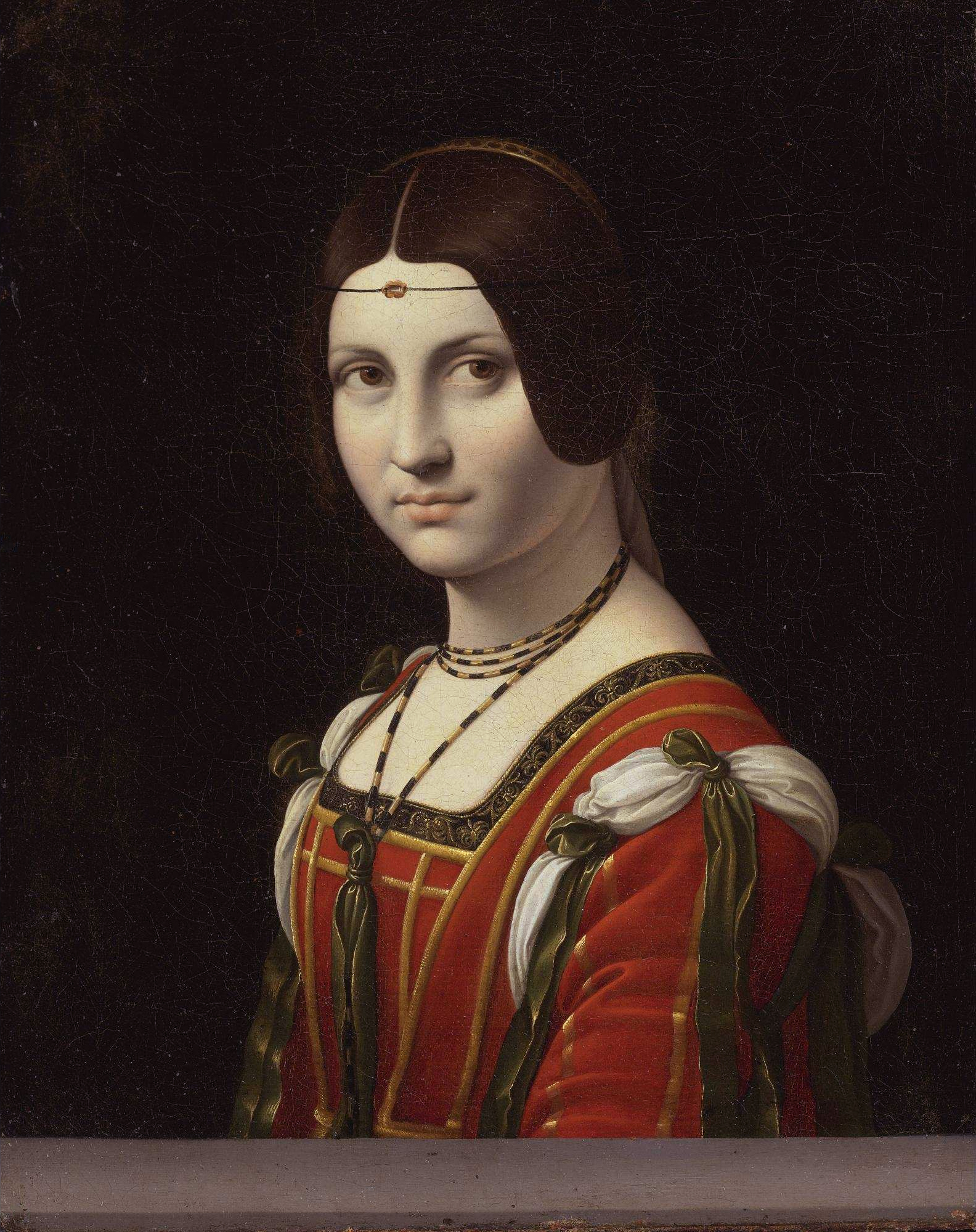
Копія сім'ї Хан

У XIX ст. ця робота користувалася дуже великою популярністю і часто копіювалася. Одна з подібних копій зберігається в Музеї витончених мистецтв Шамбері.
Знаменитішою стала інша копія картини. На початку XX століття її збиралися продати під виглядом оригіналу. Але в 1920 році відомий артдилер сер Джозеф Дувін дозволив опублікувати New York World свою думку про те, що вона є копією.
Проблеми почалися о першій годині ночі 17 червня 1920 року. Дувін, що знаходився в Лондоні, був розбуджений телефонним дзвінком репортера з New York World. Це була рутинна перевірка фактів: Андре Хан, дама з Канзасу, оголосила що збирається продати свою картину «Прекрасна Ферроньера» роботи Леонардо да Вінчі. Напівсонний Дувін відповів на автоматі: «Це неможливо». Чому? — Захотілося дізнатися репортерові. «Тому що ця картина висить у Луврі». Ця коротка репліка розпочала епопею, яка триватиме 10 років і увінчається найзнаменитішим процесом в області мистецтва за все XX століття.
Власник картини, місіс Андре Лард Хан подала на нього до суду за наклеп. Було оголошено, що через зауваження Дувіна пішла крахом їх операція з продажу картини: нібито анонімний меценат збирався купити її за 225 тис. дол і подарувати Інституту Мистецтва Канзас-Сіті. Тепер же взагалі ніхто не стане її купувати. Повістка була вручена в листопаді 1921 року, збиток оцінювався вже у 500 тис. дол
Проведений судовий процес виявився дуже гучним. Справа слухалася в Нью-Йорку спеціально відібраних журі, яке було вибрано з людей, які не чули про да Вінчі і не розбираються в атрибуції. Як свідків було залучено найвідоміших мистецтвознавців тієї епохи. Картину Ханів привезли в Лувр і порівняли з оригіналом. У підсумку, в результаті засідання, що почалося 6 лютого 1929 року, журі винесло вердикт про компенсацію в 60 тис. доларів на користь Ханів плюс суму значних судових витрат. Однак, попри рішення присяжних з числа нью-йоркських клерків про те, що артдилер не правий у своєму твердженні, що справжня картина знаходиться в Луврі, ніхто не вважає оригіналом картину Ханів. Книга Гаррі Хана, чоловіка Андре, про цю подію -The Rape of La Belle(1946) є класичним прикладом теорії змови на ґрунті світу мистецтва.
У січні 2010 ця копія була продана за 1,5 млн доларів.